# III Polish Bowl
III Polish Bowl – mecz finałowy 3. edycji ligowych rozgrywek futbolu amerykańskiego w Polsce rozegrany 18 października 2008 na Stadionie Olimpijskim we Wrocławiu pomiędzy Pomorze Seahawks i Warsaw Eagles, który rozstrzygnął tytuł mistrzowski Polskiej Ligi Futbolu Amerykańskiego w sezonie 2008. Eagles pokonali Seahawks 26:14, zdobywając swój drugi tytuł.
Eagles i Seahawks spotkały się po raz drugi w meczu finałowym (w 2006 również wygrali Eagles, w 2012 zwyciężyli Seahawks).
Najbardziej wartościowym graczem (MVP) finału wybrano Wojciecha Krzemieia, quarterback Eagles.
W drugiej kwarcie pierwsze punkty dla Seahawks zdobył Daniel Kokoszka po złapaniu podania od Macieja Siemaszko. W następnym drive'ie przyłożenie zdobył Jakub Zdunia po złapaniu podania od Wojciecha Krzemienia. Do przerwy Seahawks prowadziły 7-6. Na początku czwartej kwarty po akcji biegowej punkty zdobył Piotr Osuchowski. Niespełna dwie minuty później odkopnięcie Macieja Siemaszko przechwyciłl Piotr Gorzkowski i po 55-jardowym biegu powrotnym zdobył przyłożenie. W kolejnej serii posiadania Maciej Siemaszko udanie podał do Tomasza Moskała, który doprowadził do wyniku 20-14 na korzyść Eagles. Na 10 sekund przed końcem meczu w 4 próbie i formacji do field goala Wojciech Krzemień podał do Zbigniewa Smyczyńskiego, który ustalił wynik na 26-14.

## Punkty
- 1. kwarta:
  - brak
- 2. kwarta:
  - 6:14, Seahawks, Daniel Kokoszka po 8-jardowym podaniu Macieja Siemaszko (kopnięcie Macieja Siemaszko udane), Seahawks prowadzi 7-0
  - 2:42, Eagles, Jakub Zdunia po 15-jardowym podaniu Wojciecha Krzemienia (kopnięcie M.Kwiecińskiego nieudane), Seahawks prowadzi 7-6
- 3. kwarta:
  - brak
- 4. kwarta:
  - 11:42, Eagles, Piotr Osuchowski po 13-jardowej akcji biegowej (kopnięcie Piotra Gorzkowskiego udane), Eagles prowadzi 13-7
  - 9:44, Eagles, Piotr Gorzkowski po 55-jardowej akcji powrotnej po odkopnięciu piłki przez Macieja Siemaszko (kopnięcie M.Kwiecińskiego udane), Eagles prowadzi 20-7
  - 8:13, Seahawks, Tomasz Moskala po 20-jardowym podaniu Macieja Siemaszko (kopnięcie Macieja Siemaszko udane), Eagles prowadzi 20-14
  - 0:10, Eagles, Zbigniew Smyczyński po 6-jardowym podaniu Wojciecha Krzemienia (kopnięcie M.Kwiecińskiego nieudane), Eagles prowadzi 26-14

## Skład sędziowski
- Referee – Steve Tonkinson
- Umpire – Shawn Sombati
- Head Linesman – Michał Art
- Line Judge – Alex Zarganis
- Field Judge – Krzysztof Walentynowicz
- Side Judge – Damian Jurzyk
- Back Judge – Wojciech Ratajczak